# Zibetto (sostanza)
La secrezione delle ghiandole perianali dello zibetto (Civettictis civetta) è raccolta a scopi commerciali ed è anch'essa chiamata zibetto.  

## Estrazione
Per raccoglierla, si lega saldamente l'animale alla gabbia e si preme con le dita la borsa anale per farne sgocciolare il contenuto dai numerosi canali che vi fanno capo. Il liquido appiccicaticcio che cola viene raccolto con cucchiai e si procede poi ad ungere la borsa ghiandolare col latte delle noci di cocco o con latte animale, per ripristinare il normale stato cutaneo dell'animale. In genere si estrae lo zibetto settimanalmente. Appena raccolto, si presenta come una schiuma bianca, che si va facendo più scura via via che si asciuga, fino a diventare giallo-bruna, modificandosi nel suo profumo. Essa è insolubile nell'acqua ma parzialmente solubile nell'etere e nell'alcol. Così diluito assume gradevoli tonalità fiorite e aromatiche. Fonde a 36 °C. Contiene dal 50 al 70% di acidi grassi.

## Caratteristiche organolettiche e utilizzo commerciale
Lo zibetto estratto ha un odore acuto, simile a quello del muschio, dovuto al civetone, un chetone che è uno dei più antichi ingredienti dei profumi e che è oggi prodotto anche artificialmente. Contiene tristearina, trioleina, resina, olio essenziale e una sostanza colorante. La varietà più pregiata è detta Balqis (o Bilqis) dal nome arabo della Regina di Saba. In Africa ed Arabia viene usato anche per curare alcuni disturbi ormonali come la caduta dei capelli. Molto usato come profumo nell'antichità e come ingrediente nei profumi naturali del XIX secolo. È oggetto di diffusa opera di sofisticazione con altre sostanze da taglio utili ad aumentare i volumi prodotti dalle fattorie di allevamento.